# Geo (periodico)
GEO è una famiglia di mensili. La prima edizione apparve in Germania nel 1976. Da allora la rivista è stata pubblicata in Bulgaria, Croazia, Repubblica Ceca, Finlandia, Francia, Grecia, Ungheria, Italia, Giappone, Corea, Romania, Russia, Slovacchia, Slovenia, Spagna, Turchia, Lituania e Stati Uniti. In Francia e Germania ha una tiratura superiore alle 500 000 copie.